# Priolepis psygmophilia
Priolepis psygmophilia is een straalvinnige vissensoort uit de familie van grondels (Gobiidae). De wetenschappelijke naam van de soort is voor het eerst geldig gepubliceerd in 1993 door Winterbottom & Burridge.